# Тухани (Тверская область)
Тухани — село в Сандовском муниципальном округе Тверской области России. 

## География
Село расположено в 15 км на северо-восток от центра муниципального округа посёлка Сандово. 

## История
В 1789 году в селе была построена каменная Благовещенская церковь с 3 престолами, метрические книги с 1802 года. 
В конце XIX — начале XX века село входило в состав Залужской волости Весьегонского уезда Тверской губернии. 
С 1929 года село являлось центром Туханского сельсовета Сандовского района Бежецкого округа Московской области, с 1935 года — в составе Калининской области, с 2005 года — в составе Соболинского сельского поселения, с 2020 года — в составе Сандовского муниципального округа. 

## Население
| 1859 | 1919 | 1997 | 2010 |
| ---- | ---- | ---- | ---- |
| 133  | ↘63  | ↗254 | ↘113 |

## Достопримечательности
В селе расположена недействующая Церковь Благовещения Пресвятой Богородицы (1789).